# Giuseppe Maiani
Giuseppe Maiani (Montegiardino, 5 novembre 1924 – 12 maggio 2016) è stato un antifascista, partigiano e politico sammarinese.

## Biografia
Nato nel 1924 nella curazia (frazione) di Cerbaiola di Montegiardino in una famiglia di contadini antifascista, nel 1946 emigrò in Francia lavorò come minatore nella miniera di Faulquemont ma tornò dopo pochi mesi a San Marino.
Durante la guerra fu una staffetta partigiana nel Montefeltro nella V Brigata Garibaldi e dal dopoguerra fu un membro del Partito Comunista Sammarinese e dal dopoguerra rinnovò sempre la sua tessera ANPI.
Fu Capitano Reggente nel 1956 ma dopo i Fatti di Rovereta del 1957 venne condannato a 15 anni di lavori pubblici, decise quindi di emigrare nuovamente a Ginevra dove lavorò come lavapiatti, ma già nel 1961 ritornò definitivamente in patria. 
Nel 1982 ritornò a ricoprire l'incarico di Capitano Reggente dopo quasi trent'anni. Dopo lo scioglimento del Partito Comunista Sammarinese aderì al Partito Progressista Democratico Sammarinese e infine al Partito dei Socialisti e dei Democratici.
Morì nel 2016 a 91 anni.